# Svitlodolyns'ke
Svitlodolyns'ke  (ucraniano: Світлодолинське) es una localidad del Raión de Bilhorod-Dnistrovskyi en el Óblast de Odesa de Ucrania. Según el censo de 2001, tiene una población de 1034 habitantes.